# Life (film, 2010)
Pour les articles homonymes, voir Life (homonymie).
Pour plus de détails, voir Fiche technique et Distribution.
Life est un film documentaire belgo-camerounais réalisé en 2010.

## Synopsis
Life suit le quotidien de jeunes danseuses camerounaises dans les rues de Douala. Si à l'écran, elles sont stars de clips vidéo, à la ville, elles doivent se battre pour vivre de leur art, multipliant les sacrifices pour survivre aux obstacles qui se dressent devant elles. Life raconte le courage de ces femmes en perpétuelle lutte dans un environnement social précaire.

## Fiche technique
- Réalisation : Patrick Epapè
- Production : Néon Rouge Production
- Scénario : Patrick Epapè
- Image : Patrick Epapè
- Montage : César Diaz
- Son : Gilbert Moudio
- Musique : System Band International